# Celownik (przypadek)
Celownik (łac. dativus) – jeden z przypadków deklinacji, forma używana jako dopełnienie dalsze (Kasia dała Ali prezent) oraz do oznaczania celu pożytku lub szkody (np. dzieci zepsuły mu telewizor – mu nie dotyczy tu bezpośrednio akcji, a jedynie jej skutków). Opisuje głównie dawanie, bądź (w języku polskim) zbliżanie się.

## Końcówki
W języku polskim końcówkami celownika są: w rodzaju męskim  -owi : królowi, Andrzejowi i współfunkcyjna końcówka -u: bratu, radiu, w rodzaju żeńskim przeważają -i, np. nadziei i -e, np. zmianie.
Końcówkę -emu do wyrazu w liczbie pojedynczej dodajemy do przymiotników i rzeczowników oraz liczebników o odmianie przymiotnikowej i zaimków przymiotnych w rodzaju męskim, np. wesoł-emu, sędzi-emu, drugi-emu, któr-emu.

## Szczegóły
Główną funkcją celownika jest oznaczenie dopełnienia dalszego. W zdaniu „daję książkę Ali” wyraz książka jest dopełnieniem bliższym, zaś forma Ali, odpowiadająca na pytanie komu? czemu? jest dopełnieniem dalszym.

### Język polski
Niektóre czasowniki łączące się z celownikiem (forma w celowniku wskazana jest pogrubieniem):
- (po)skarżyć się: Poskarżyłem się znajomemu na nieuprzejmego klienta.
- (u)wierzyć: Uwierzyłem reklamie w skuteczność tego proszku.
- sprzeda(wa)ć: Sprzedałam swoją firmę dużej korporacji.
- zwierzyć się / zwierzać się: Zwierzyłem się przyjacielowi ze swoich wątpliwości.
- Inne przykłady: dać, dawać, mówić, dziękować, oddać, oddawać, obiecać, obiecywać, pomagać, pomóc

Przykłady przyimków, z którymi występuje celownik (forma w celowniku wskazana jest pogrubieniem):
- ku: Słońce chyliło się ku zachodowi; ku pamięci
- dzięki: Dzięki niej zrozumiałem, jak potrzebna jest Wikipedia
- wbrew: Wbrew zdrowemu rozsądkowi
- przeciw: Jestem przeciw takiemu stawianiu sprawy.
- na przekór: na przekór krytykom

### Inne języki
W językach niemieckim i greckim spełnia także rolę narzędnika (instrumentalis) na zasadzie tzw. synkretyzmu przypadków.
W języku angielskim celownik zlał się z biernikiem, tworząc przypadek zależny (oblique case lub objective case) i różni się od mianownika tylko w odmianie zaimków. Na przykład, zaimek her (oraz analogicznie him i them) stosuje się zarówno w wyrażeniu „daj (komu? czemu?) jej piłkę” – give her a ball, jak i „widzę (kogo? co?) ją” – I see her.